# Château de Balzac
Ne doit pas être confondu avec Château de Balsac.
Le château de Balzac est situé sur la commune de Balzac, en Charente, près d'Angoulême.

## Historique
Un gentilhomme languedocien, Guillaume Guez, maire d'Angoulême, faisait partie de la maison du duc d'Épernon lorsque celui-ci est devenu gouverneur d'Angoumois et de Saintonge. Il est trésorier principal à l'extraordinaire des guerres en Angoumois, Aunis et Saintonge, lorsqu'il  achète la seigneurie de Balzac, près d'Angoulême, et y fait agrandir le logis vers 1600. 
Jean-Louis Guez de Balzac, son fils, académicien dit, selon Malherbe, le Réformateur de la langue française, né le 31 mai 1597 et mort le 8 février 1654, vécut au château de Balzac jusqu'en 1612 avant de revenir à Angoulême en 1631 passer la fin de sa vie, où il se retire au monastère des Capucins.
Marie de Médicis, libérée par le duc d'Épernon de son exil à Blois en 1619, y séjourne six mois. C'est à Balzac que se négociera une première tentative de réconciliation entre Louis XIII et sa mère, en présence du cardinal de Richelieu, avant la bataille des Ponts-de-Cé. Des poètes, écrivains, épistoliers, vinrent aussi le voir et relatèrent leurs séjours à Balzac[réf. nécessaire].
En 1729 ses descendants vendirent les terres du grand et petit Balzac.
Les actuels propriétaires, la famille Boissinot depuis 1974, ont entrepris une restauration d'une très grande fidélité en se basant sur des écrits de Guez de Balzac et de ses visiteurs,.

## Architecture
À l'origine, bâti à l'emplacement d'une autre construction, il comportait un corps de logis et deux ailes en équerre avec un pavillon d'angle à haute toiture pyramidale. La construction date du XVIIe siècle. Les lucarnes à fronton et le balcon en fer forgé sont de cette époque, comme l'ancienne cuisine, la salle à voûte en arc de cloître du rez-de-chaussée de l'aile nord, une porte et des restes de fresques dans le corridor de l'aile sud.
Il a été doté de trois nouvelles façades autour de la cour carrée au XVIIIe siècle, ce qui crée un couloir alors que dans l'ancienne disposition les pièces se commandaient : on devait les traverser pour passer de l'une à l'autre.

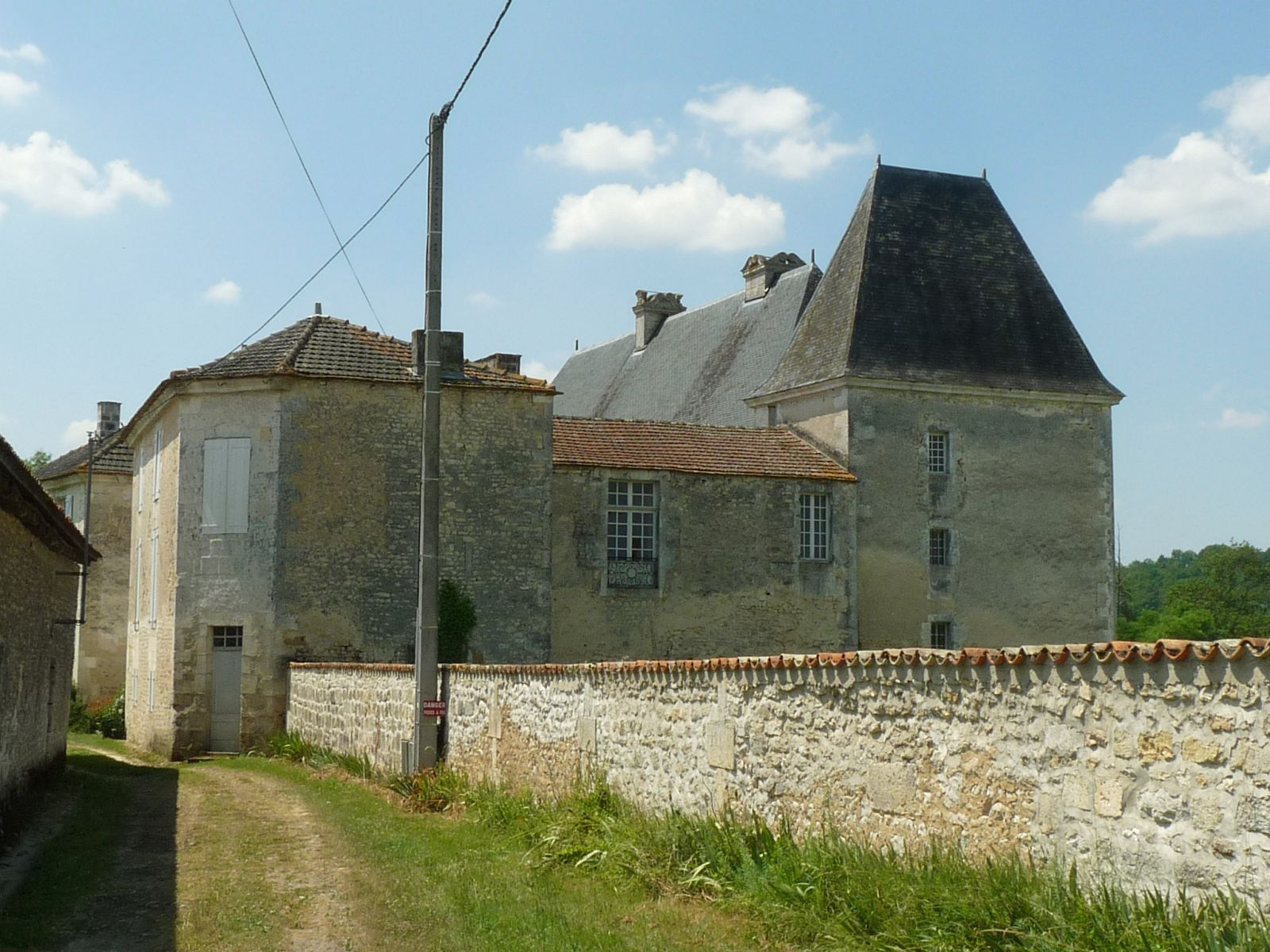
Château et dépendances.
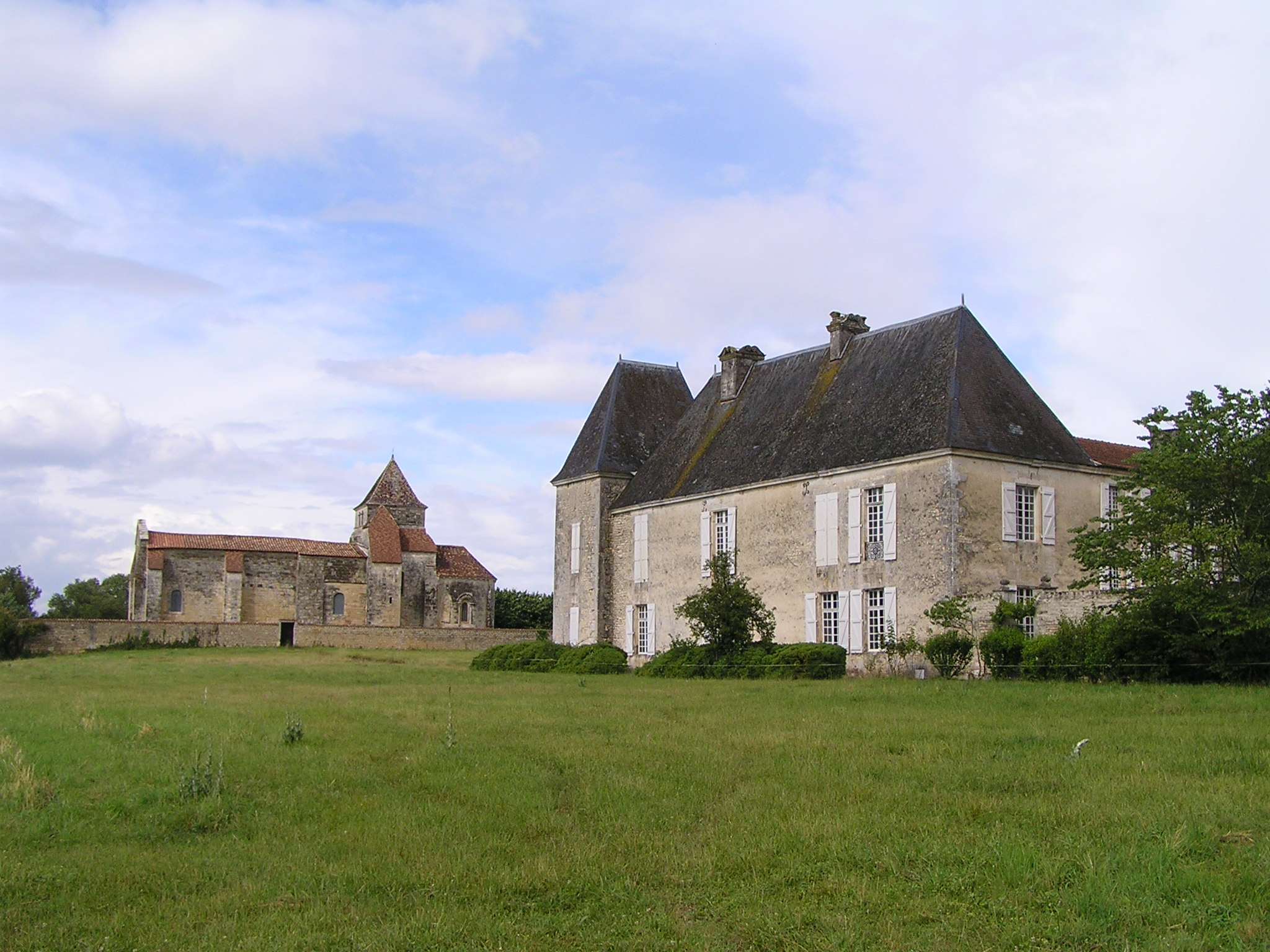
Église et château de Balzac.
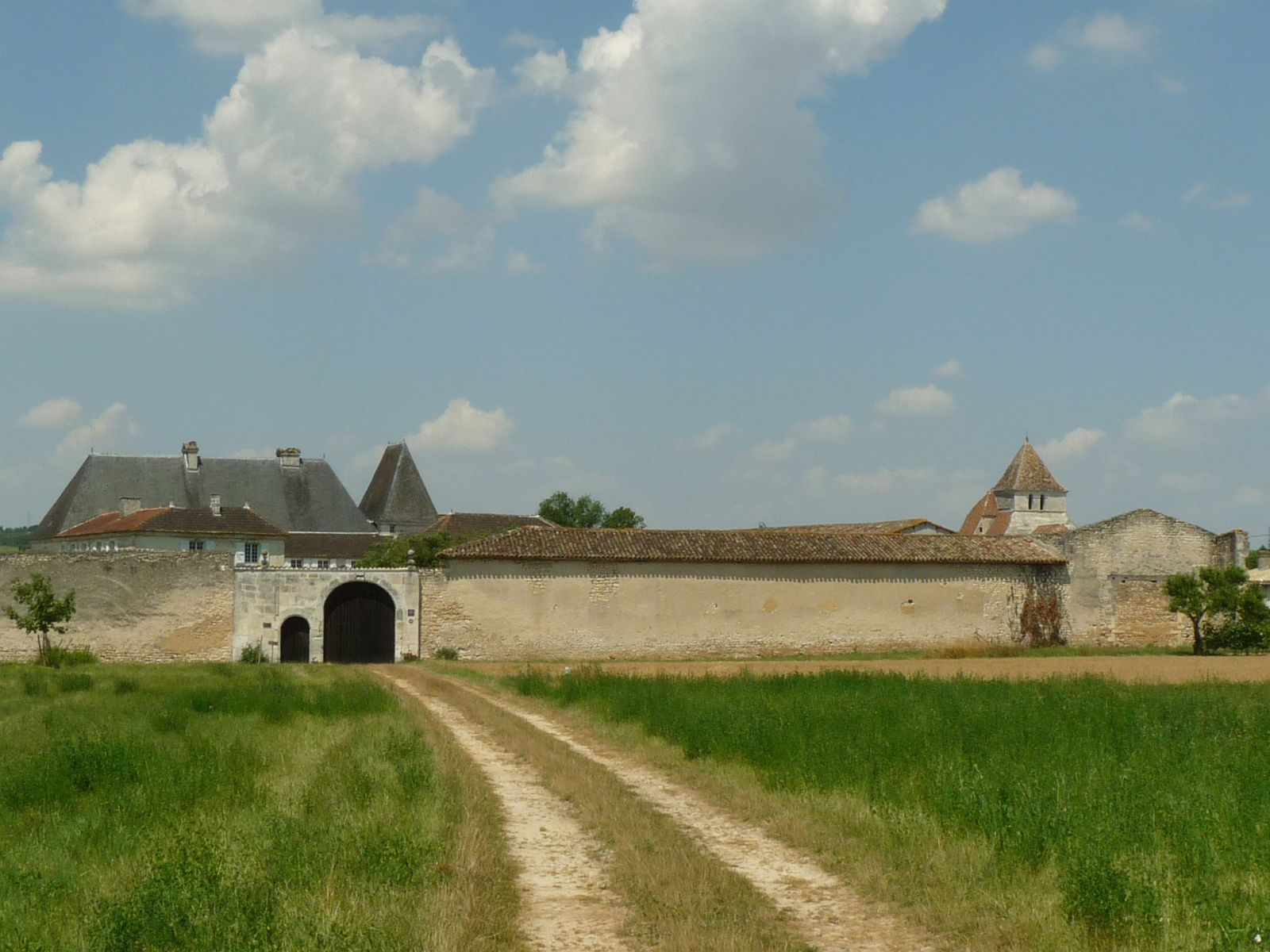
Église et château de Balzac.
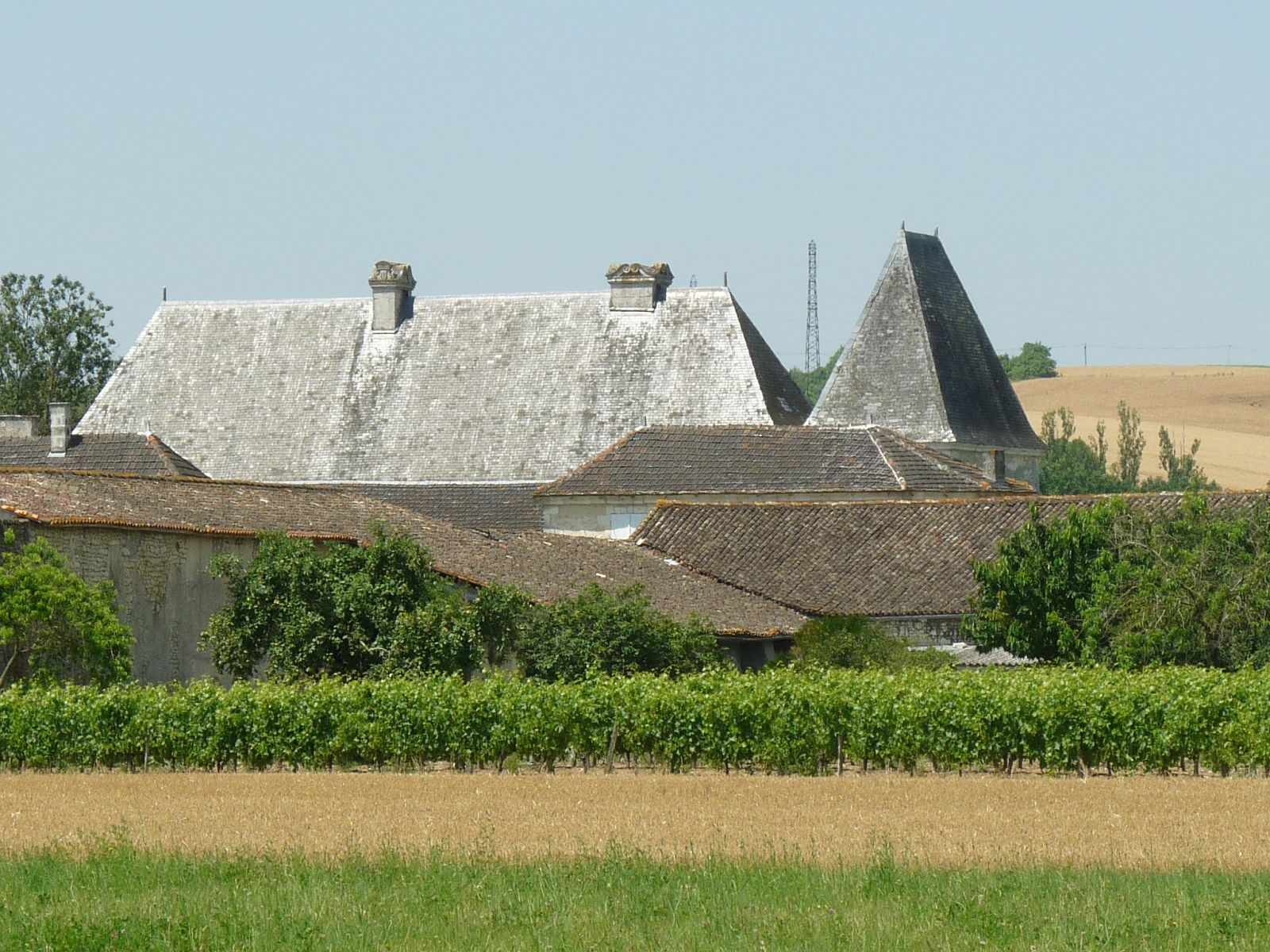
Château vu depuis le sud-est.

Les pièces possèdent leur dallage et leur parquet d'époque.
Les fresques de l'entrée ont été en grande partie restaurées.
Au XVIIIe siècle les transformations ont comporté l'installation d'une salle-à-manger et d'un salon aux boiseries caractéristiques gommant les angles de la pièce pour des arrondis avec portes de placards concaves.
La cuisine établie au XVIIe siècle dans ce qui fut une chapelle possède encore le bénitier. Elle s'enorgueillit d'une grande cheminée, un imposant potager et une pierre d'évier.

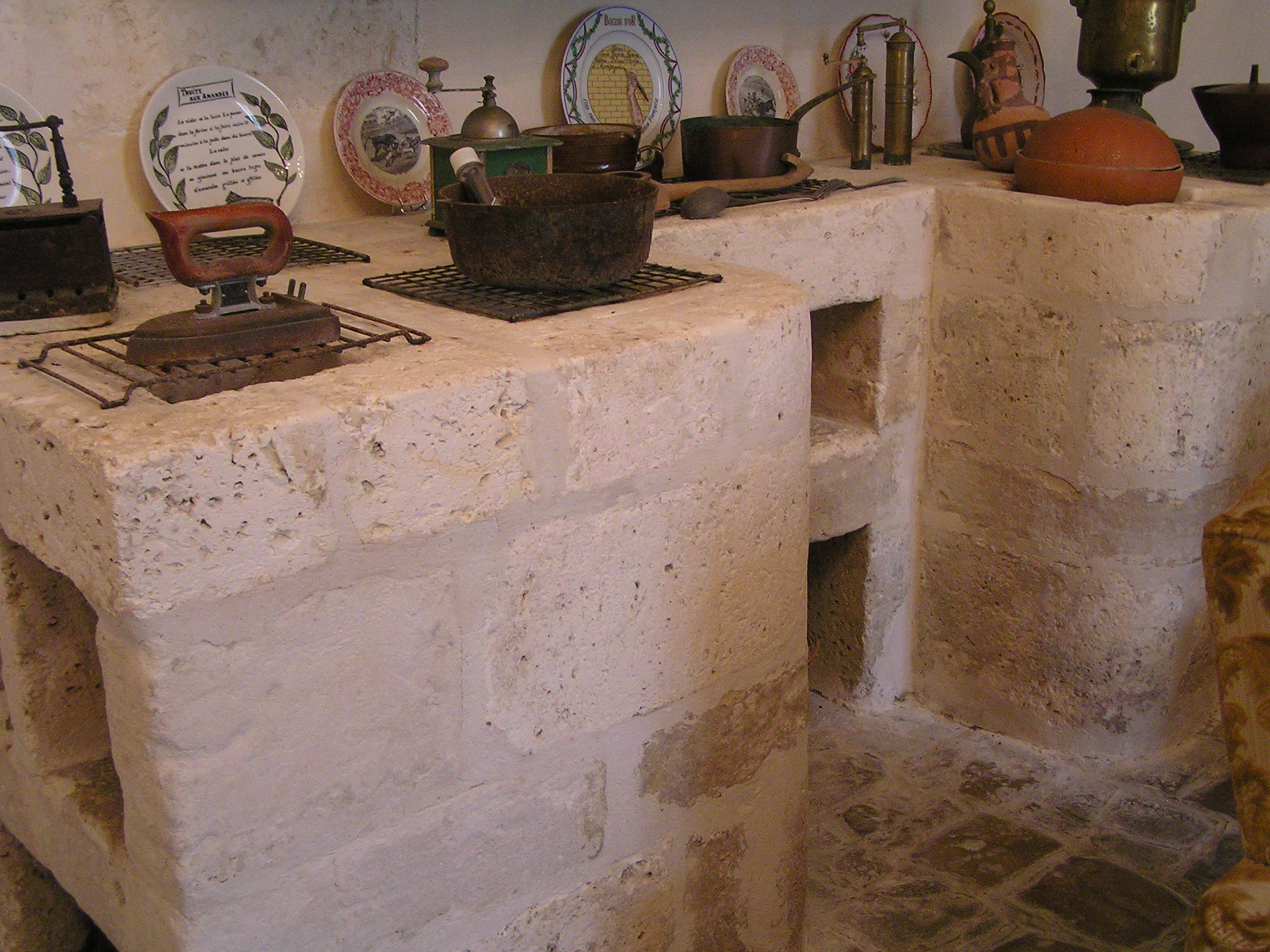
Potager.
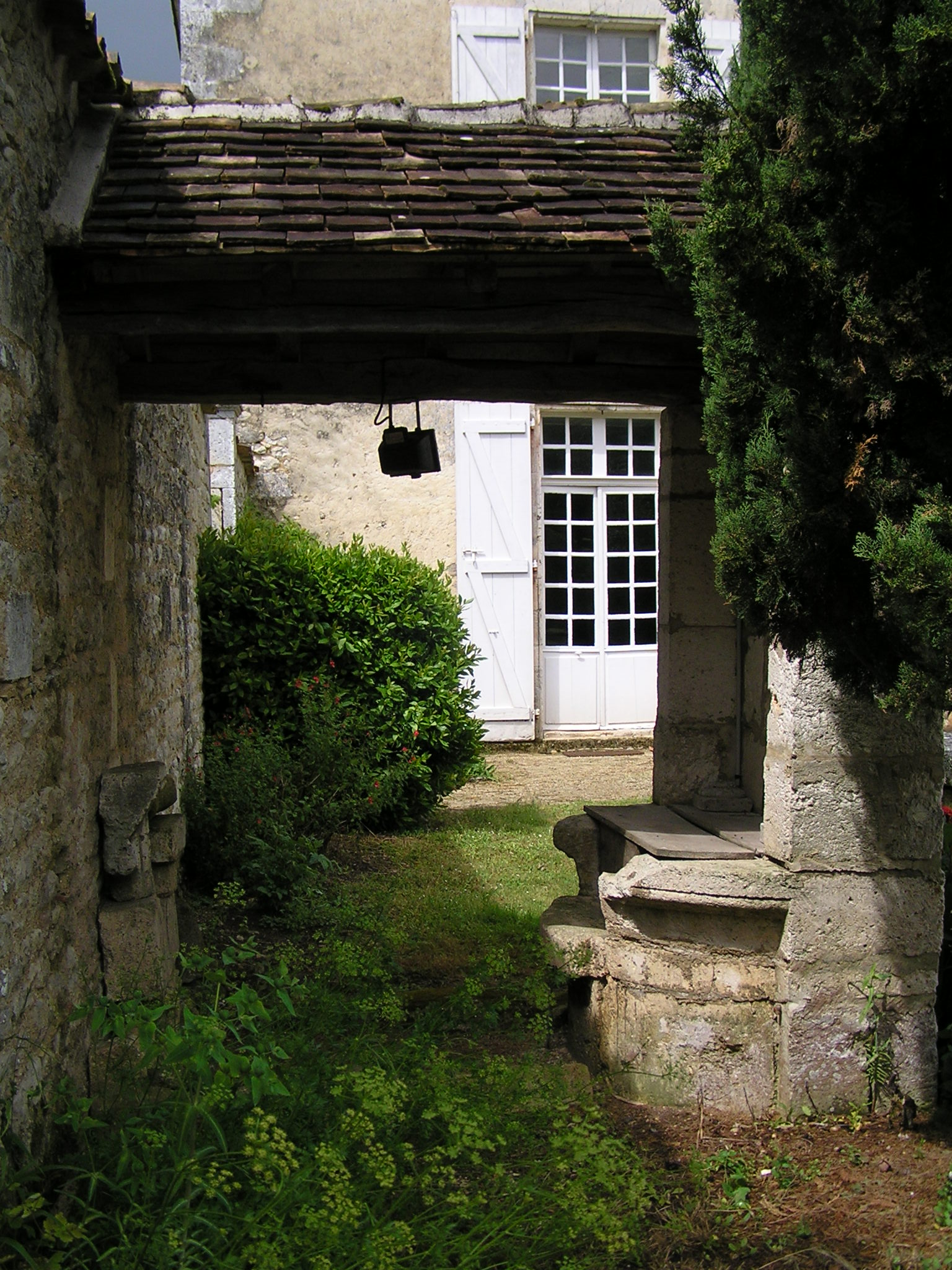
Puits.
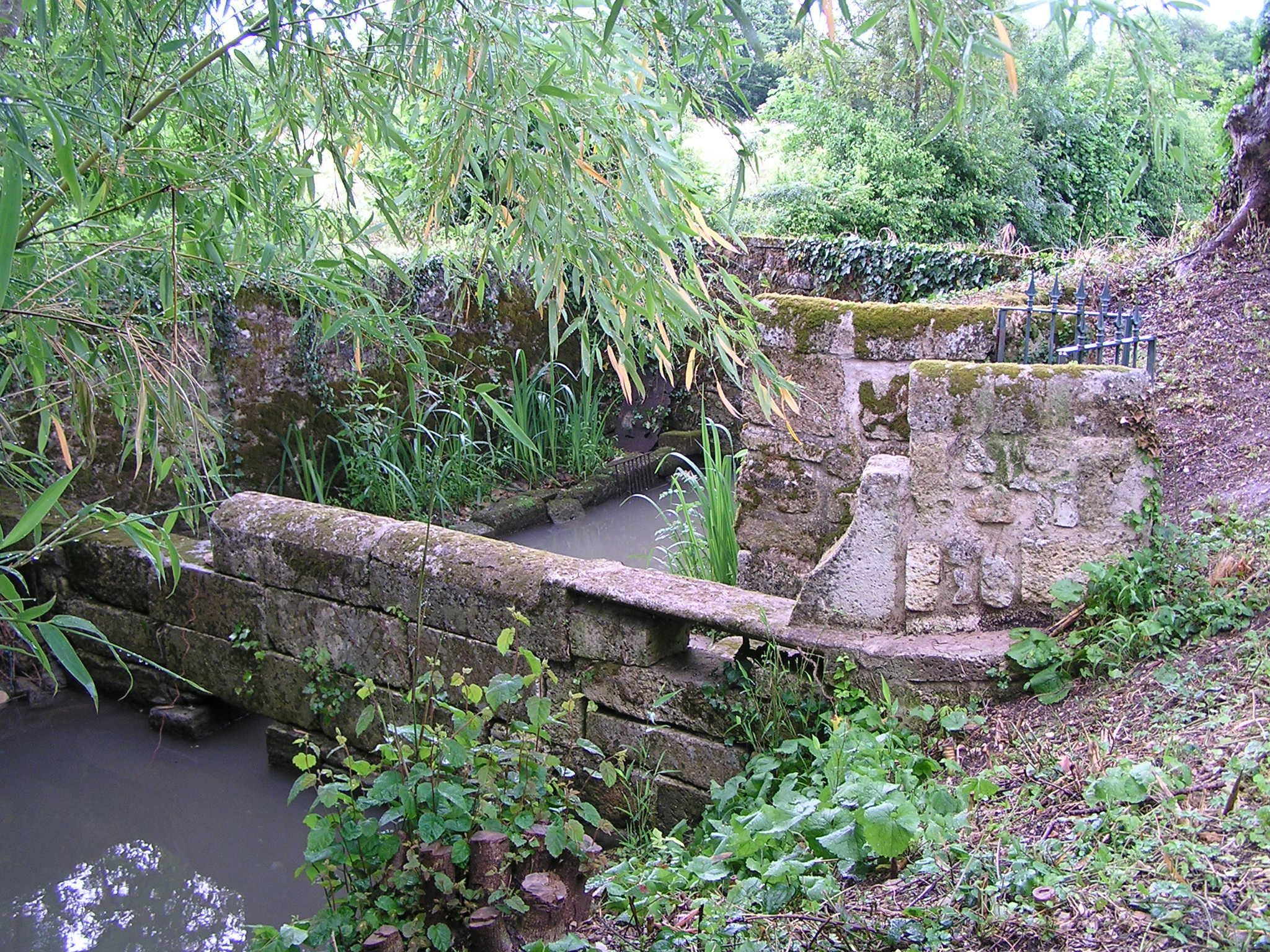
Lavoir.

Le château qui surplombe la Charente est au milieu d'un parc de quatre hectares longé par un canal. Sur ce canal sont aménagés un vivier et un lavoir.
Le domaine possède aussi une belle grille en fer forgé.